# Mezcal
Der Mezcal, Mescal oder Meskal (von Nahuatl mexcalli ‚Schnaps‘) ist eine mexikanische Spirituose mit typischerweise 40 Vol.-% Alkohol. Mezcal wird aus dem Fruchtfleisch verschiedener Agavenarten (Mexikanisches Spanisch magueyes oder mezcales) hergestellt. Geschmack und Aussehen variieren je nach Art der Agave, der Region sowie der Zubereitung und der Dauer der Lagerung.
Der bekannteste Mezcal ist der Tequila, der in der Umgebung der Stadt Tequila im mexikanischen Bundesstaat Jalisco ausschließlich aus der Blauen Agave gebrannt wird. Mezcal wird hauptsächlich in der Region um die Stadt Oaxaca hergestellt. Offiziell dürfen ihn auch die Staaten Guerrero, Durango, San Luis Potosí, Tamaulipas und Zacatecas produzieren.

## Herstellung

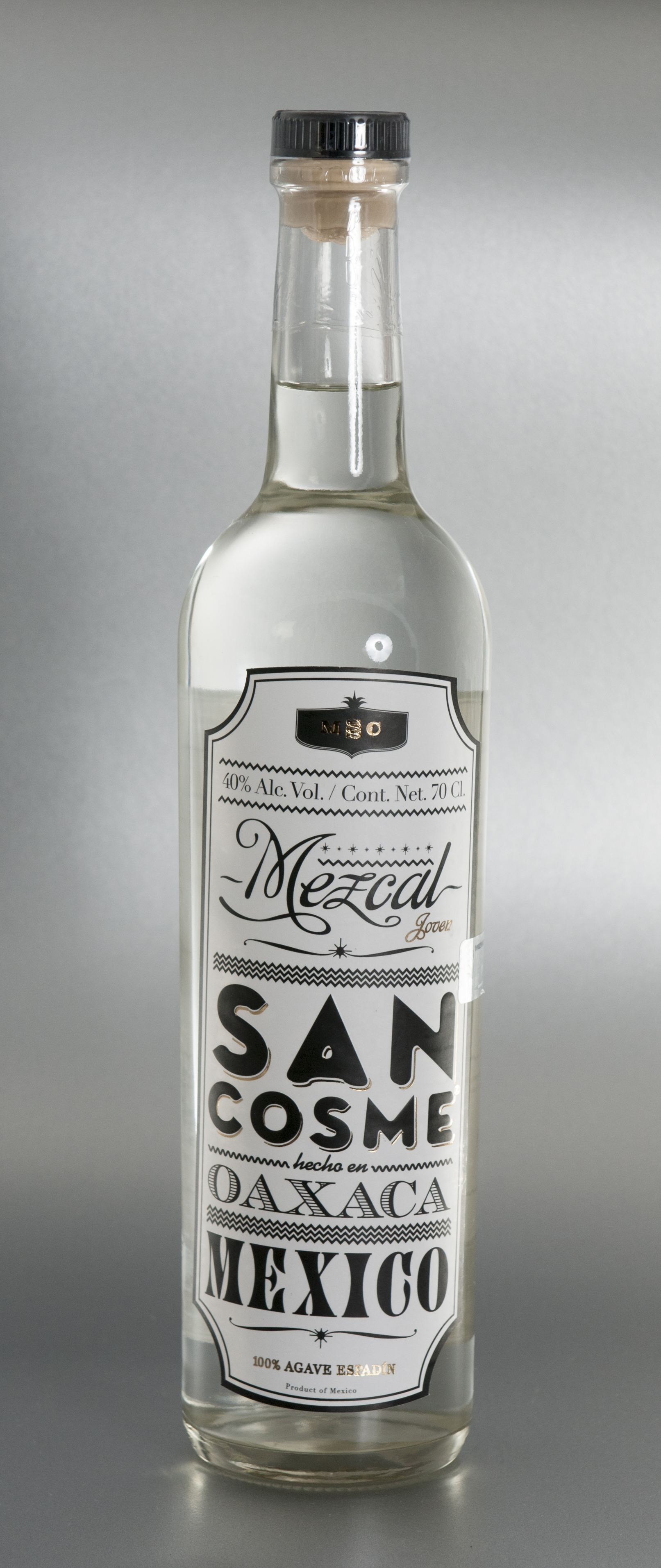
San Cosme, ein 2011 auf dem deutschen Markt eingeführter Mezcal aus 100 % Agave

Mezcal wird aus dem Herzen der Agave hergestellt, bevor sie nach etwa sieben bis zehn Jahren Lebensdauer zum ersten und zugleich letzten Mal geblüht hat. Die Blätter werden abgeschlagen, lediglich der Ananas-förmige Kern der Pflanze (daher auch dessen spanische Bezeichnung piña ‚Ananas‘, ‚Tannenzapfen‘) wird geerntet, gekocht und danach zu einem Brei zerstoßen.
Der Kochvorgang geschieht traditionell in so genannten palenques, großen Gruben im Erdboden. Diese Gruben werden mit heißen Steinen ausgelegt, darauf kommen die Agavenherzen und diese werden mit Palmmatten (petate) und Erde abgedeckt. In dieser Grube verbleiben sie drei bis fünf Tage, damit sie das Aroma des Bodens und des Rauchs aufnehmen können. Anschließend ruhen die Agavenherzen etwa eine Woche und werden dann mit einem Mühlstein zermalmt. Moderne Zubereiter kochen die Agaven in Stahlöfen und zerkleinern sie danach mechanisch.
Der entstandene Brei wird mit Hefe und, sofern es sich nicht um einen Mezcal aus 100 % Agave handelt, auch mit Zucker vermischt und dann für mehrere Tage in großen rostfreien Stahlwannen fermentiert. Dabei muss der Anteil der Agave nach gesetzlicher Vorgabe mindestens 51 % betragen. Nach der Fermentierung wird der Brei zweimal destilliert. Nach der ersten Destillation ist die Alkoholausbeute meist noch sehr gering. Nach dieser Destillation werden die Fasern aus dem Brei entfernt und der Alkohol der ersten Destillation wieder beigefügt. Die Mixtur wird ein zweites Mal destilliert. Werden dabei Alkoholgehalte von über 80 % erreicht, so wird der Alkohol mit Wasser verdünnt. Dieser Schnaps wird in Flaschen abgefüllt oder zur Alterung gelagert.
Die Alterung von Mezcal geht im Vergleich zu anderen Spirituosen relativ schnell. Er wird in großen Holzfässern für zwei Monate bis sieben Jahre gelagert und erhält auf diese Weise neben dem Aroma durch das Holz auch eine goldgelbe Färbung. Es gibt drei Altersstufen:
1. Joven: Weißer (klarer) Mezcal, entweder ungelagert oder mit einer Lagerdauer von weniger als zwei Monaten
2. Reposado: Lagerdauer mindestens 60 Tage in Holzfässern
3. Añejo: Die Lagerdauer beträgt mindestens ein Jahr, wobei die Fässer nie mehr als 350 Liter fassen.

Bei Abocado handelt es sich um nicht oder nur kurz gereiften Mezcal, der nachträglich mit Farb- oder Aromastoffen versetzt wurde. Es können aber auch länger gelagerte Produkte als Abocado gehandelt werden.
Oft wird das Destillat nicht am Herstellort abgefüllt, sondern zunächst in großen Tanks zum Abfüllort transportiert und erst dort mit Wasser verdünnt auf Trinkstärke gebracht und in Flaschen abgefüllt. Am Herstellort abgefüllter Mezcal darf auf dem Etikett den Zusatz Envasado de Orígen tragen, an anderen Orten, aber noch in Mexiko abgefüllter Mezcal den Zusatz Envasado de México.
Im Gegensatz zu vielen anderen Spirituosen wie Whisky, Rum, oder Weinbrand bevorzugen Liebhaber von Mezcal oft ungelagerte Qualitäten gegenüber den gereiften und durch die Fasslagerung milderen Sorten. Frisch gebrannter Mezcal weist dementsprechend oft einen rauen und oftmals auch rauchigen Agavengeschmack auf.

## Rechtliches
Mezcal muss zu mindestens 51 % aus dem Saft von etwa 100 zur Herstellung zugelassenen Agavenarten (von über 400 insgesamt) hergestellt werden, der restliche Alkohol kann aus zugesetztem Fremdzucker gewonnen werden. Das Endprodukt muss einen Alkoholgehalt von mindestens 36 Volumenprozent aufweisen. Es gibt aber auch Mezcals, die zu 100 % aus Agaven gebrannt werden. Einzelheiten regelt die mexikanische Behörde Consejo Mexicano Regulador de la Calidad del Mezcal.
In der EU-Spirituosenverordnung ist  Mezcal nicht als eigene Spirituosenkategorie definiert (vgl. Anhang II, Nr. 1–46), so dass die allgemeine Verkehrsbezeichnung für Mezcal in der Europäischen Union schlicht „Spirituose“ lautet. Gemäß Kapitel 1, Artikel 5, Absatz 3 der Verordnung sind damit weder die Ausgangsstoffe festgelegt noch sind nachträgliche Aromatisierung, Färbung oder Zuckerung untersagt.

## Der „Wurm“ im Mezcal

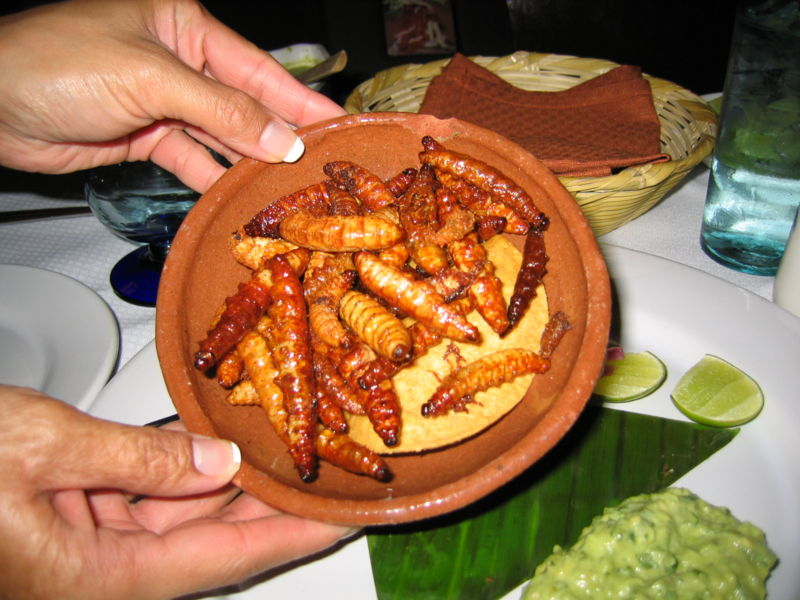
„Würmer“ (Gusanos de maguey)

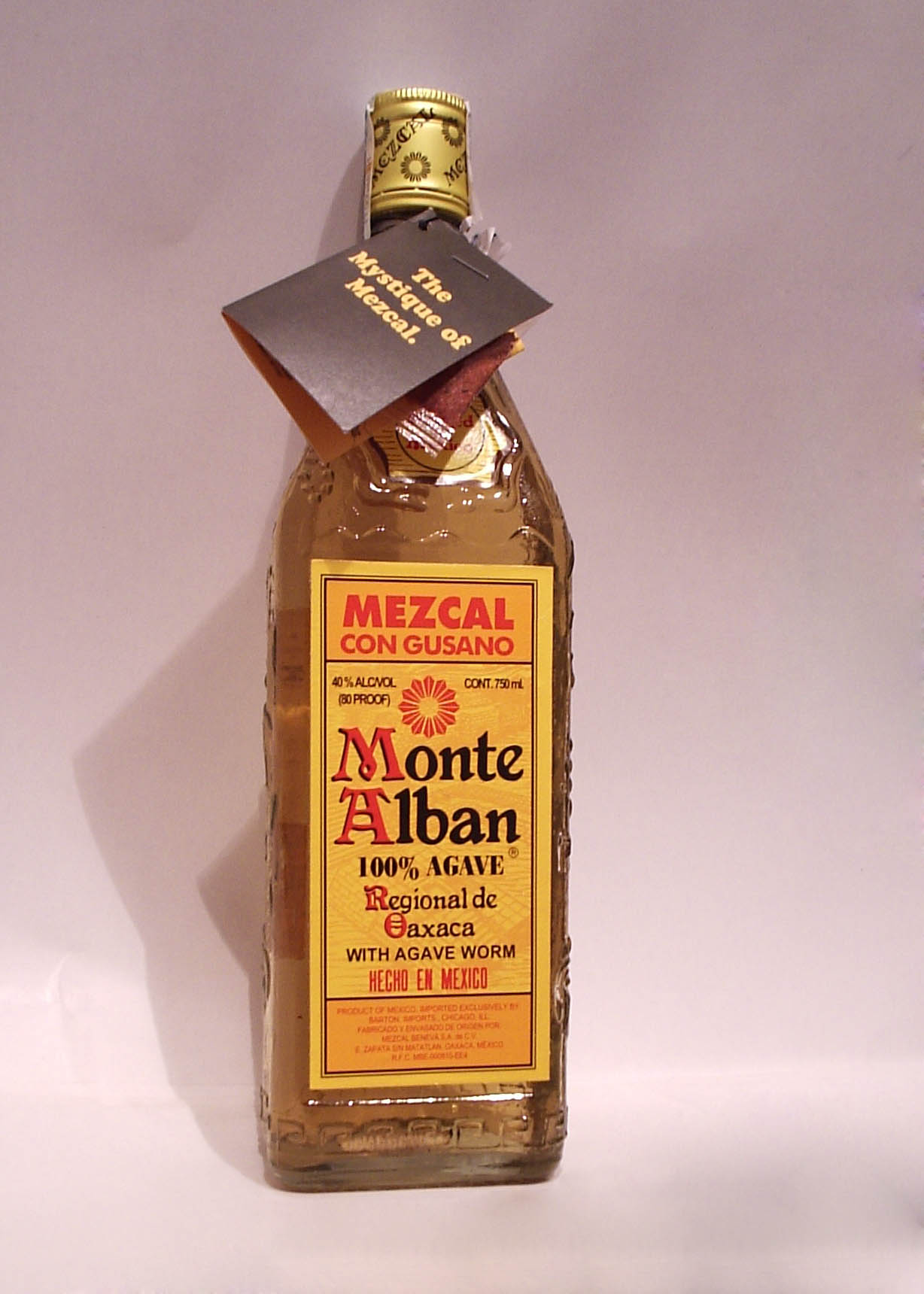
Eine Flasche Mezcal mit Raupe (am Boden)

Einige Mezcal-Marken enthalten eine  Schmetterlingsraupe der 1848 nach Ludwig Redtenbacher benannten Mottenart Comadia redtenbacheri (Familie der Holzbohrer) in der Flasche.
Es handelt sich dabei um einen Marketinggag, der 1950 von Jacobo Lozano Páez eingeführt wurde. Er fand heraus, dass Mezcal aus raupenbefallenen Agavenblättern einen etwas anderen Geschmack hat als der von unbefallenen. Daher kam ihm der Gedanke, aus Marketinggründen eine Raupe (Gusano de Maguey) in die Flasche einzuführen, und er hatte damit Erfolg. Diese Raupe ist beispielsweise in den Marken Gusano de Oro, Gusano Rojo, Dos Gusanos oder Oro de Oaxaca enthalten. Gestützt auf die mexikanische Norm NOM-006-SCFI-2012 ist in Tequila der Einsatz von Fremdstoffen explizit nicht erlaubt, während sie die mexikanische Norm NOM-070-SCFI-1994 unter Punkt 6.1.2 in Mezcal implizit zulässt.